# Молекулярна еволюція
Молекулярна еволюція (англ. molecular evolution) — розділ  еволюційної і  молекулярної біології.
Предмет — еволюційні перетворення макромолекулярних структур клітин і організмів (білків, нуклеїнових кислот).

## Зв'язок з галузями науки
Має тісний зв'язок з галузями науки:
- Палеонтологія (датування еволюційних подій)
- Генетика (принципи організації і передачі спадкової інформації)
- Молекулярна біологія (будова генетичних макромолекул)
- Біофізика (механізми функціонування генетичних макромолекул)
- Математика (побудова моделей еволюції)
- Еволюція (загальні еволюційні закономірності)
- Інформатика (обробка та аналіз даних)
- Біохімія (хімічна природа і перетворення генетичних макромолекул).

## Об'єкти дослідження
- Послідовності нуклеїнових кислот (ДНК і РНК) як носіїв генетичної інформації
- Послідовності білків
- Структура білків
- Геноми організмів

## Методи аналізу
Методи  молекулярної біології:
- Гібридизація ДНК
- Імунологічні тести (використовувані для визначення груп крові)
- Визначення послідовності амінокислот (для гемоглобіну, міоглобіну, цитохрому с і т.п.)
- Секвенування ДНК
- Електрофорез (для різних ферментів)
- Біохімічна систематика (використовує різного роду вторинні метаболіти рослин)[1]

## Основні завдання[2]
1. Виявлення закономірностей еволюції генетичних макромолекул
2. Реконструкція еволюційної історії генів і організмів